# Steinkiste auf Visingsö

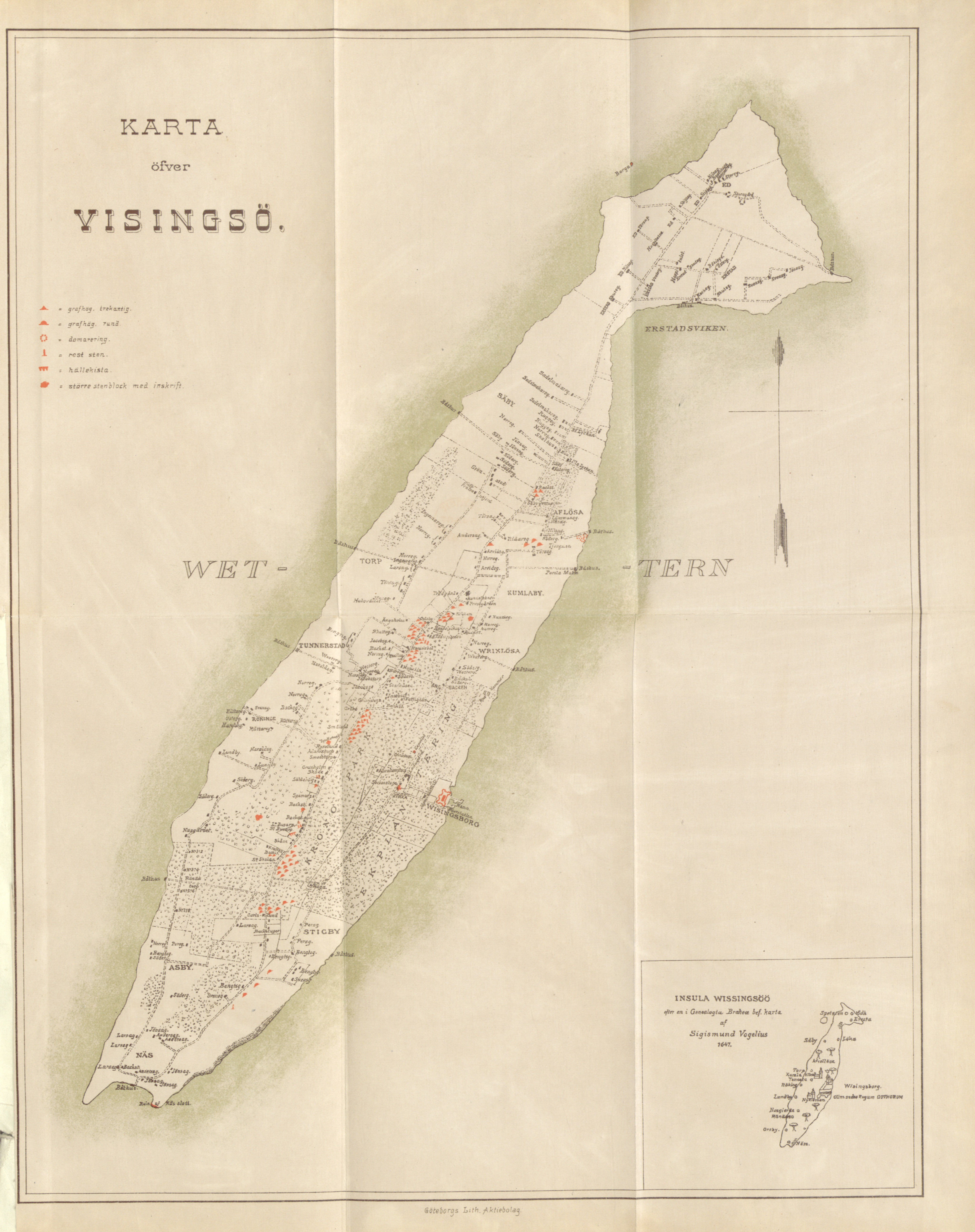
Von Wilhelm Berg erstellte Karte der Funde auf Visingsö. Hier ist der Fundort der Steinkiste eingezeichnet (bei „St. Busarp“, unteres Drittel der Karte, mittig)

Die Steinkiste auf Visingsö, ein Depot für Skelette oder menschliche Knochen, liegt westlich der Landstraße F 999 zwischen den Orten Rökinge und Stigby auf der Insel Visingsö im Vättern in Småland in Schweden. Es wird vermutet, dass sie um 1600 v. Chr., in der ausgehenden Jungsteinzeit, errichtet wurde.

## Beschreibung

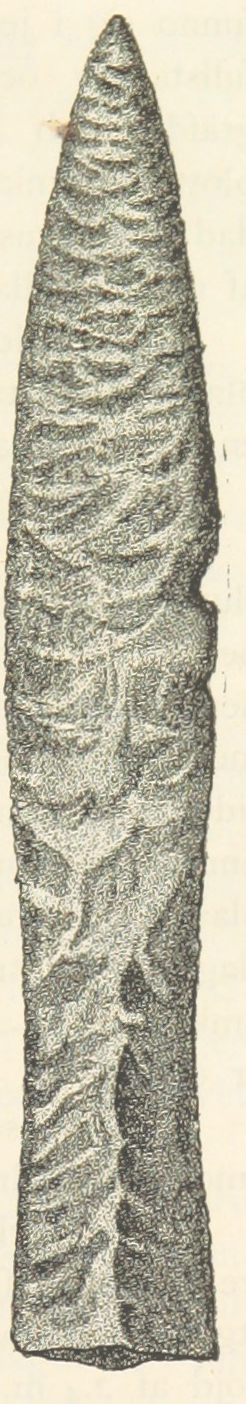
Zeichnung des Feuersteindolches (Wilhelm Berg nach J. Damm)

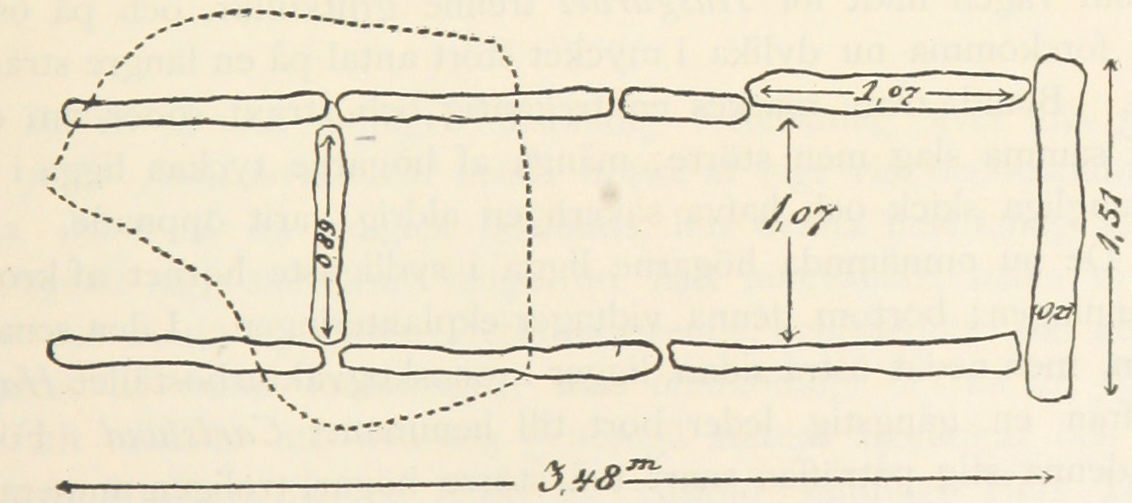
Grundriss-Zeichnung der Steinkiste von Wilhelm Berg, Visingsö, 1885, S. 27. Der aufliegende Deckstein ist gestrichelt dargestellt

Die Steinkiste (schwedisch Hällkista) wurde 1874 bei Wegearbeiten in der Nähe von Stora Busarp (heute zum Småort Rökinge och Busarp gehörig) entdeckt. 
Der schwedische Archäologe und Historiker Wilhelm Berg (1839–1915) untersuchte sie nach Auffindung und fertigte eine Zeichnung der erhaltenen Steine an. Es handelt sich um einen Deckstein und sieben Tragsteine. Zudem wurde in dem Grab in etwa 30 Zentimeter Tiefe ein gut erhaltenes Messer aus hellgrauem Feuerstein mit vierkantigem Griff gefunden, ferner weiter unten einige kleinere unverbrannte Knochen. Am südlichen Ende stehen zwei weitere Steine, die einen Gang bilden. In diesem Gang fand man etwas Kohle. Die Steinkiste hat annähernd rechteckige Form, der Innenraum ist einen guten Meter breit, die innere Länge beträgt mit Gang knapp dreieinhalb Meter. Als Außenmaße wurden 1985, bei der letzten Inventur, 3,8 Meter Länge und 1,2 Meter Breite angegeben, die Tiefe beträgt etwa einen halben Meter, die einzelnen Steinplatten sind zwischen 5 und 20 Zentimetern dick. Das eingetiefte Objekt trägt die RAÄ-Nummer Visingsö 48:1.
Die Steinkiste wird in die Jungsteinzeit datiert und als der älteste ortsfeste Fund auf der Insel betrachtet. Die Steinkiste ist an ihrem Fundort erhalten geblieben. Der verschobene Deckstein und die oberen Teile der Tragsteine wurden freigelegt und sind sichtbar. Die unteren Partien sind mit Erde bedeckt.
Steinkisten waren Kollektivgräber, sodass die Knochen möglicherweise zu mehreren Individuen gehörten.
Als die Steinkiste vor etwa 3600 Jahren auf dem zentralen Höhenzug der Insel gebaut wurde, war der Wasserspiegel des Vättern mindestens 3,0 m niedriger als heute und die Insel war erheblich größer. 
Die ältesten Funde von Visingsö sind Feuersteinäxte von 4000–3300 v. Chr.

## Gräberfelder auf Visingsö
Etwa 800 erhaltene (760 sichtbare) Gräber auf Visingsö liegen auf drei Gräberfeldern: dem nördlichen, mittleren und südlichen Gräberfeld. Sie befinden sich auf dem Höhenkamm, der sich über die Insellänge erstreckt und bestehen aus Bautasteinen, Domarringen, Grabhügeln, Schiffssetzungen, Steinsetzungen und Treudds. Das südliche Gräberfeld liegt etwa 700 m südlich der Steinkiste, das mittlere etwa 1,5 km nördlich.